# Zwarte gierzwaluw
De zwarte gierzwaluw (Cypseloides niger) is een lid van de familie der Apodidae.

## Kenmerken
Deze roetzwarte vogel heeft lange, spitse vleugels en een lichtgevorkte staart. Het verenkleed is bij beide geslachten gelijk. De lichaamslengte bedraagt 18 tot 20 cm en het gewicht 45 gram.

## Leefwijze
Deze vogel brengt de meeste tijd door met vliegen en kan snelheden bereiken van 120 km/uur. Tijdens de vlucht vangen ze insecten en drinken ze, door over het wateroppervlak te scheren en een nipje water te nemen. Slapen doen ze ook tijdens de vlucht, waarbij ze stijgen naar 3 tot 5 km hoogte, waarna ze drijvend op de luchtlagen, in een soort halfslaap langzaam weer naar beneden komen. Ook paren doen ze in de lucht. Ze komen alleen in de broedtijd naar beneden.

## Voortplanting
Het nest bestaat uit levende planten, zoals mossen en levermossen, dat bijeengehouden wordt door modder. Hun nest bevindt zich naast watervallen of andere snelstromende wateren.

## Verspreiding en status
Deze soort komt voor ten westen van Noord-Amerika, Midden-Amerika en het Caribisch gebied.
De soort telt drie 3 ondersoorten:
- C. n. borealis: van zuidoostelijk Alaska tot de zuidwestelijke Verenigde Staten.
- C. n. costaricensis: van centraal Mexico tot Costa Rica.
- C. n. niger: West-Indië en Trinidad.

## Status
De grootte van de populatie is in 2019 geschat op 170 duizend volwassen vogels en dit aantal neemt sterk af. Het tempo van achteruitgang is groter dan 3,5% per jaar. Om deze redenen staat de zwarte gierzwaluw als kwetsbaar op de Rode Lijst van de IUCN.